# Jaarmarkten van Champagne
De jaarmarkten van Champagne waren de belangrijkste jaarmarkten in Europa gedurende de Hoge Middeleeuwen. Deze werden gehouden in het graafschap Champagne en Brie en waren aanvankelijk lokale markten. Deze groeiden tijdens de dertiende eeuw uit tot de economische draaischijf tussen de twee welvarendste delen van Europa van die periode, het noorden van Italië en Vlaanderen.
De markten verkregen deze centrale rol door hun ligging, maar vooral door de bescherming die de graven van Champagne boden. De handel bestond onder meer uit laken uit Vlaanderen, hout en bont uit Scandinavië, leer uit Spanje en via Italië specerijen, suiker, katoen en zijde uit het Oosten. Het belang van de markten lag echter vooral in de geld- en kredietmarkt die vooral door Italiaanse handelaren werd beoefend, zoals de familie Bonsignori waarvan de Gran Tavola uitgroeide tot de belangrijkste bank van Europa. 
De markten werden aanvankelijk alleen gehouden in Bar-sur-Aube en Troyes. Vanaf 1137-38 volgde ook Provins en enkele jaren later Lagny-sur-Marne. Er werden in de dertiende eeuw zes markten gehouden gedurende het jaar die elk zes tot acht weken duurden:
- vanaf januari in Lagny-sur-Marne;
- vanaf de dinsdag voor halfvasten in Bar-sur-Aube;
- in mei de Saint-Quiriacemarkt in Provins;
- in juni de 'warme markt' van Troyes;
- in september de Saint-Ayoulmarkt in Provins;
- in oktober de 'koude markt' van Troyes.

Door het huwelijk van Johanna I van Navarra in 1284 met Filips IV die in 1285 koning van Frankrijk werd, verloor Champagne zijn onafhankelijkheid van Frankrijk. Het daaropvolgende verlies van belastingvrijstellingen en de nodige crises betekenden dat het belang van de jaarmarkten afnam. Dit werd nog versterkt na de overwinning van Zaccaria op de Meriniden in 1291. Daarmee lag de directe zeeroute via de Straat van Gibraltar naar Brugge en Londen open voor de Genuezen en vanaf 1314 ook de Venetianen.